# Expulsión de los judíos de Coro
La expulsión de los judíos de Coro se refiere al episodio en la etapa anterior y posterior a la Guerra Federal de Venezuela, en las que los habitantes judíos de Coro, Estado Falcón, fueron expulsados a Curazao.
En 1827, un grupo de judíos provenientes de la colonia holandesa de Curazao migraron a Coro. Veintiocho años más tarde, con una economía en ruinas y el desempleo sin ningún tipo de controles, la xenofobia y el resentimiento contra los extranjeros se apoderó de los habitantes de la ciudad que culparon a los comerciantes judíos de la crisis. Tras violentas protestas, la ciudadanía expulsó a toda la población judía, 168 personas, de vuelta a Curazao, la primera vez que un grupo de judíos había sido expulsado de un territorio en América.

## Historia
Durante la época colonial estuvo prohibida la permanencia de personas de fe judía en el imperio español. Además aquellos católicos sospechosos de ser judaizantes eran perseguidos por la Inquisición, como se detalla en la historia del médico Francisco Maldonado da Silva, quemado vivo por dicho tribunal en Lima.
Con anterioridad a la guerra de independencia, los sefarditas de Curazao practicaban el contrabando ya que la Corona Española les tenían prohibido establecerse y comerciar con la Capitanía General de Venezuela, por lo que sus simpatías siempre fueron anti-realistas. Por esta razón, en la guerra de independencia la comunidad judía curazoleña apoyó a Simón Bolívar, quien en 1814 ante el arrollador avance de los españoles envió a sus hermanas, María Antonia y Juana, a casa del pudiente sefardita de la isla, Mordechay Ricardo.
Al decretar Bolívar la Libertad de cultos en 1821, los judíos de Curazao habían comenzado a emigrar a Coro a petición de la Casa de Orange-Nassau para que ayudaran a establecer el comercio formal entre el Reino de Holanda y Venezuela. Ya en 1831 los residentes de Coro protestaban el rápido avance económico de estos en la región. El gobierno conservador del general Páez amainó las protestas imponiendo un impuesto exclusivo a los importadores y mercaderes judíos en 1832.
En 1835, tras la reacción de los comerciantes judíos, el gobierno del presidente Vargas cambió el régimen tributario para que todos los extranjeros y no solo ellos pagaran el impuesto, dos veces más alto que el correspondiente a los nacidos en Venezuela. A pesar de esto, los negocios siguieron prosperando y la hostilidad siguió creciendo en la población a medida que se deterioraba la situación económica.
Alrededor de los años 1840, el gobierno de Coro y la guarnición militar, comenzó a pedir préstamos libres de impuestos a la comunidad hebrea como avances sobre sus futuros tributos. Los “préstamos” pronto se convirtieron en “contribuciones voluntarias”. Temeroso de un alzamiento en Coro, el gobierno del general José Tadeo Monagas en Caracas ordenó a los extranjeros de Coro a no pagar las “contribuciones” que se les pedían. Los judíos hicieron como se les pidió y el 30 de enero de 1855, las tropas de Coro fueron dadas de baja cuando el comando militar fue incapaz de pagar la nómina.
Al día siguiente, circuló un panfleto por la ciudad preguntándose si es que no había suficientes negocios en la ciudad para pagar por el comando militar. Otros panfletos eran abiertas amenazas contra los extranjeros, preguntándose si estos no estaban temerosos de lo que esta situación podía acarrear. Y aun otro, dirigido específicamente contra los judíos, acusaba la “distorsionada avaricia” de los judíos por la “miseria y desesperanza” del pueblo.

En el panfleto se alegaba que “muchas hijas de Coro, antes modelos de virtud, habían sido prostituidas por los judíos” y se exhortaba a que estos abandonaran la ciudad. Dos noches más tarde, según el rabino Isidoro Aizenberg:
“... 30 hombres armados se apoderaron de las calles de Coro, disparando a las casas de los judíos, tumbando las puertas y saqueando las tiendas” 
Que pertenecían a ellos. Pero en vez de lograr el apoyo de los judíos nuevamente, los militares terminaron matando la gallina de los huevos de oro. El 10 de febrero de 1856, el último de los judíos abandonó Coro en un barco enviado por el gobierno holandés de Curazao para rescatar a sus ciudadanos. En un panfleto circulado ese día en Coro se informó a la población que con alegría:
“vemos nuestra tierra libre de sus opresores. . .los judíos han sido expulsados por el pueblo.”
El gobierno colonial de Curazao protestó fuertemente la expulsión porque dañaba el intercambio comercial, alegando los derechos que Venezuela debía a los extranjeros de acuerdo a los tratados internacionales. El Reino de Holanda exigió la compensación por las pérdidas económicas de los judíos y su retorno seguro a Coro, reclamando además la Isla de Aves como suya. El gobierno venezolano desatendió tales peticiones alegando que si los judíos se consideraban perjudicados, debían demandar en una corte venezolana. Ante esta actitud los holandeses deciden bloquear el puerto de La Guaira con una flota de tres buques de guerra enviando además un ultimátum al gobierno venezolano para dar respuesta a sus peticiones sobre la soberanía de la Isla de Aves y “negociar” los términos de las supuestas indemnizaciones a los judíos expulsados de Coro.

## Resolución del conflicto
El 23 de marzo de 1856 se firmó un protocolo entre el gobierno de Venezuela, el cónsul holandés y el cónsul británico, Richard Bingham, que retiró el ultimátum presentado por Holanda y los navíos de guerra abandonaron aguas venezolanas. También estableció un periodo de tres meses para llegar a un arreglo entre Holanda y Venezuela, y de no suceder, llevar las negociaciones al Tribunal Internacional de La Haya en Holanda.
La lucha diplomática continuó, hasta que dos militares venezolanos confesaron haber escrito los panfletos incendiarios y anti-semíticos en 1855. El general Rodulfo Calderón, señalado como uno de los principales cabecillas de los motines antisemitas fue reducido a prisión entre mayo y agosto de 1855. En ocasión de su defensa, Calderón alegó que si bien era el autor de varios pasquines donde figuraba la exhortación de «mueran los judíos», ello era justificable por la libertad de expresión que existe en el país. Finalmente, el apoyo que le brinda en ese sentido, el general Juan Crisóstomo Falcón, indirectamente involucrado en los acontecimientos, permite su puesta en libertad absuelto de todos los cargos en su contra.
Finalmente, con el apoyo de los consulados de Inglaterra y Estados Unidos, se llegó a un acuerdo con el gobierno de Venezuela en agosto de 1857. El 6 de mayo de 1858 el gobierno aceptó pagar los daños y garantizar el retorno de los judíos exiliados, por lo que ese mismo día un nuevo panfleto circuló en Coro diciendo que, "El pueblo de Coro no quiere a los judíos. Fuera, váyanse como perros; y si no se marchan pronto los zamuros van a disfrutar con su cuerpos."
Igual algunos judíos volvieron bajo la escolta del nuevo gobernador militar, aunque menos que los que se fueron, y muchos de ellos se quedaron y yacen en el Cementerio judío de Coro, Monumento Nacional desde marzo de 2004, siendo el más antiguo aún en uso en América del Sur.

## Secuelas del conflicto
En junio de 1902 ocurrió otro episodio de antisemitismo en Coro durante la dictadura de Cipriano Castro. Los judíos buscaron asilo en Curazao, el cual fue otorgado por el gobernador de la isla, J. O. de Jong van Beek quien envío el buque de guerra HNMLS Koningin Regentes a protegerlos. De regreso a Curazao el buque trajo ochenta mujeres y niños a bordo. En julio de ese mismo año, el mismo barco fue enviado a La Vela de Coro por el resto de los judíos, y tan solo unos pocos se quedaron allí para proteger las propiedades de los exiliados.